# تازة كند (بل دشت)
تازة كند هي قرية في مقاطعة بل دشت، إيران. عدد سكان هذه القرية هو 129 في سنة 2006.